# Contea di Kit Carson
La contea di Kit Carson (in inglese Kit Carson County) è una contea dello stato del Colorado, negli Stati Uniti. La popolazione al censimento del 2000 era di 8 011 abitanti. Il capoluogo di contea è Burlington.

## Geografia
La contea si trova nella parte orientale dello Stato, al confine con il Kansas. Si tratta di una contea rurale che si trova nella parte occidentale della regione delle Grandi Pianure. Il terreno è principalmente prateria e la maggior parte è coltivato.

### Contee confinanti
- Contea di Yuma - nord
- Contea di Cheyenne (Kansas) - nord-est
- Contea di Sherman (Kansas) - est
- Contea di Wallace (Kansas) - sud-est
- Contea di Cheyenne - sud
- Contea di Lincoln - ovest
- Contea di Washington - nord-ovest

## Storia
L'area era abitata da diversi popoli nativi, come Arapaho, Cheyenne, Comanche, Kiowa e Pawnee. La contea fu creata nel 1889 e fu chiamata così in onore di Kit Carson.

## Comuni
L'unica city è Burlington, il capoluogo di contea.

### Towns
- Bethune
- Flagler
- Seibert
- Stratton
- Vona

## Infrastrutture e trasporti

### Strade
- Interstate 70
- U.S. Highway 24
- U.S. Highway 385